# Bataille de Santa Rosa Island
Guerre de Sécession
Batailles
- Fort Sumter
- USS St. Lawrence
- Head of Passes
- Santa Rosa Island
- Port Royal

- Fort Pulaski
- 1er Pocotaligo
- Secessionville
- Simmon's Bluff
- Tampa
- St. Johns Bluff
- 2e Pocotaligo

- 1er Fort McAllister
- Wassaw Sound
- USS New Ironsides
- Fort Brooke

- Gainesville
- Olustee
- USS Housatonic
- Bataille de Mobile Bay
- Vernon

Natural Bridge
La bataille de Santa Rosa Island, qui se déroule le 9 octobre 1861 durant la guerre de Sécession, est une tentative des troupes confédérées visant à prendre Fort Pickens, tenu par l’Armée de l'Union, sur Santa Rosa Island près de Pensacola en Floride.

## Histoire
Santa Rosa Island est une île longue de près de 65 km et située près des côtes de la Floride à environ 50 km de l’Alabama non loin du port de Pensacola. Le Fort Pickens la protège au niveau de son côté occidental. En 1861, le fort est tenu par des soldats de plusieurs compagnies d’infanterie et d’artillerie sous le commandement du Colonel Harvey Brown. Cinq compagnies (234 hommes) du 6e d’infanterie des volontaires de New York (Afro-Américains en grande partie[réf. souhaitée]) commandées par le colonel William Wilson sont basées dans un camp situé à environ 2 km à l’est du fort. Au total, l’union dispose d’environ 600 hommes.
Le 9 octobre, environ 1 000 Confédérés commandés par le général de brigade Richard Anderson traversent le bras de mer (à partir de Pensacola) séparant le continent de l’île à bord de deux bateaux à vapeur pour prendre par surprise les forces de l’Union présentes sur l’île. Ils débarquent au nord de l’île à environ 6 km à l’est du fort.  Anderson organise ses forces en trois colonnes et s’avance dans le noir. Après avoir avancé d’un peu moins de 5 km, ils prennent par surprise le 6e régiment de volontaires de New York qui est rapidement mis en déroute. Le camp sera détruit et pillé par les Confédérés. Anderson se rend compte que le fort est maintenant au courant de leur présence et sait qu’une fois la clarté du matin revenue que ses embarcations pourraient être la cible de navires armés de l’Union. Il décide donc de se replier. Le fort est alarmé et des renforts sont envoyés vers le camp sous le commandement du Major Israel Vodges. Ce dernier finira par tomber sur les troupes Confédérées qui se repliaient et de nouveaux combats eurent lieu. Vodges sera capturé alors que de nouveaux renforts furent envoyés à partir du fort. Les derniers renforts rencontrèrent les Confédérés au niveau du lieu d’embarquement. Ils tirèrent de la plage sur les hommes qui regagnaient les navires en causant des pertes importantes. Anderson fut sévèrement blessé lors de cette dernière attaque.

### Bilan
Le bilan pour l’Armée de l’Union est de 14 morts, 29 blessés et 24 prisonniers. Le bilan des Confédérés est de 18 tués, 39 blessés et 30 prisonniers. Chaque camp dira par la suite qu’il a remporté la bataille (en gonflant les pertes de l’ennemi). La bataille ne sera pourtant pas décisive pour la région et le fort ne fut plus jamais attaqué. Les troupes confédérées basées à Pensacola fuirent la région en 1862 à la suite de l'attaque de l’Armée de l’Union à partir de l’Alabama. Cette ville fut abandonnée après que les infrastructures militaires furent détruites. Le Fort Pickens et le site de la bataille sont préservés au sein du Gulf Islands National Seashore,.

## Forces en présence

### Armée de l’Union
Colonel Harvey Brown
- 6e d’infanterie de New York, Colonel William Wilson (234 hommes)
- Major Israel Vodges (c), Capitaine John McL. Hildt
- Major Lewis Golding Arnold

### Armée des Confédérés
Brigadier général Richard Heron Anderson
- Équipe de démolition --- Lieutenant J. H. Hallonquist (53 hommes)[2]
- 1er Bataillon – Colonel J. R. Chalmers du 9e Régiment du Mississippi (350 hommes)[2]
- 2e Bataillon – Colonel J. Patton Anderson du 1er Régiment de Floride (400 hommes)[2]
- 3e Bataillon - Colonel John K. Jackson du 5e Régiment de Géorgie (260 hommes)[2]
- Forces navales Confédérées
  - C.S.S. Neaffie,  C.S.S. Ewing[2]